# Marcantonio Bobba
Marcantonio Bobba (Casale Monferrato, Piemont, Itàlia -Roma, 18 de març de 1575) va ser bisbe d'Aosta de 1557 a 1568 i cardenal italià del segle xvi.

## Biografia
Marcantonio, fill del comte Alberto Bobba neix a Casale Monferrato. Estudia a la universitat de Torí. És nomenat senador a Torí pel duc Manuel Filibert de Savoia i és abat comandatari de Pinerolo, Segusia, Caramagna i San Giusto di Susa. Bobba és designat bisbe d'Aosta en lloc de Pierre Gazin el 14 de juny de 1557 per recomanació del duc de Savoia Manuel Filibert. El papa Pau IV el confirma i és consagrat el 15 d'agost de 1557 per Giovanni Angelo Cardinal de’ Medici, Cardenal-Prevere de Santo Stefano al Monte Celio assistit de Borso Merli, bisbe de Bobbio i de Ludovico Simonetta, bisbe de Pesaro. És ambaixador de Savoia a la Santa Seu i participa al concili de Trento a partir de 1563. Deixa el bisbat d'Aosta l'any 1568.
Bobba va ser fet cardenal per Pius IV durant el consistori del 12 de març de 1565 amb el títol de San Silvestro in Capite. Amb els cardenals Giovanni Ricci, Gianfrancesco Commendone i Alessandro Sforza, va ser nomenat inspector dels rius, ports i vies públiques de Roma.
El cardenal Bobba participa als conclaves de 1565-1566 (elecció de Pius V) i de 1572 (elecció de Gregori XII).
Mor a Roma el 18 de març de 1575 i és inhumat a la basílica de Santa Maria degli Angeli e dei Martiri.